# Antaeola
Antaeola là một chi bướm đêm thuộc phân họ Olethreutinae thuộc họ Tortricidae.

## Các loài
- Antaeola antaea (Meyrick, 1912)